# エド・ロイス
エドワード・ランドール・ロイス（Edward Randall "Ed" Royce、1951年10月12日 - ）はアメリカ合衆国の政治家。共和党員。元アメリカ合衆国下院議員（カルフォルニア州選出、1993-2019）。2013年から2019年にかけてアメリカ合衆国下院外交委員会委員長を務めた。また1982年から1993年までの間カリフォルニア州議会上院議員を務めている。
2016年に350万ドル以上を選挙活動に費やし再選した。2018年1月8日、任期満了時に合衆国議会議員を辞職し、2018年の選挙に出馬しないことを公表した。2020年9月、法律事務所であるBrownstein Hyatt Farber Schreckに入社した。

## 日本との関係
2014年2月17日、安倍晋三内閣総理大臣を表敬訪問。
2015年5月19日、米国下院の建物で開かれた在米韓人団体行事で竹島は韓国の領土であるとの立場を表明した。
日本の慰安婦問題でも韓国の立場を支持している。

## 受章歴
- 一等（特種大綬）景星勲章 –  中華民国[8]
- 二等（大綬）景星勲章 –  中華民国[9]

## 参照
1. ↑  “Rep. Ed Royce: Campaign Finance/Money - Elections - Representative Career”. opensecrets.org. 2017年3月26日閲覧。
2. ↑  “2016 Election results: U.S. Senate, House and California legislature”. The Orange County Register 2017年3月26日閲覧。
3. ↑  “2018年1月9日の投稿”.   Twitter. 2018年1月9日閲覧。
4. ↑  . https:// https://www.bhfs.com/people/policy/eroyce
5. ↑  エド・ロイス米下院外交委員長一行による表敬
6. ↑  “米下院外交委院長「独島は韓国の領土」…韓人、起立拍手”. 中央日報. (2015年5月20日) 2015年7月20日閲覧。
7. ↑  “米下院外交委長「８月談話に慰安婦の謝罪なければ米国が安倍首相に問題提起する」”. 中央日報. (2015年6月23日) 2015年7月20日閲覧。
8. ↑  Huang, Kelven; Hou, Elaine (2015年3月13日). “President confers medal on U.S. congressman for supporting Taiwan”. Central News Agency 2015年3月14日閲覧。
9. ↑  Yeh, Sophia; Low, Y. F. (2017年9月1日). “President confers medal on U.S. Congressman Ed Royce”. Central News Agency 2017年9月1日閲覧。

## 外部サイト
- 公式ウェブサイト（英語）
- Ed Royce (EdRoyce) - Facebook（英語）
- Ed Royce (@RepEdRoyce) - X（旧Twitter）（英語）
- Ed Royce - YouTubeチャンネル（英語）